# Frauke Stein
Frauke Stein (* 9. April 1936 in Leer, Ostfriesland; † 7. Juli 2023 in Bad Kreuznach) war eine deutsche Prähistorikerin und Mittelalterarchäologin.

## Leben
Geboren in Leer in Ostfriesland wuchs Frauke Stein in Stettin und nach 1945 in Bremen und Hamburg auf. Im Jahre 1955 begann sie das Studium der Ur- und Frühgeschichte, zunächst bis 1957 an der Universität Hamburg bei Hans Jürgen Eggers, danach an der Ludwig-Maximilians-Universität München bei Joachim Werner. Zwischen 1958 und 1961 entstand ihre Dissertation zu den Adelsgräbern des 8. Jahrhunderts in Deutschland. Zwischen 1962 und 1964 hatte sie Werkverträge beim Landesdenkmalamt Baden-Württemberg und bei der Römisch-Germanischen Kommission sowie ein Reisestipendium des Deutschen Archäologischen Instituts (Jahrgang 1962/63).
Im Jahre 1964 kam sie nach Saarbrücken ans Institut für Vor- und Frühgeschichte der Universität des Saarlandes, wo sie unter der Leitung von Rolf Hachmann als wissenschaftliche Assistentin beschäftigt war. Zwischen 1967 und 1969 entstand ihre Habilitationsschrift zu den bronzezeitlichen Hortfunden in Süddeutschland. Danach erhielt sie ab 1970 eine Hochschuldozentur und ab 1973 eine C3-Professur in Saarbrücken. Im Jahre 2001 ging sie in den Ruhestand und war bis zuletzt wissenschaftlich tätig.
Frauke Stein starb am 7. Juli 2023 im Alter von 87 Jahren in Bad Kreuznach und wurde auf dem dortigen Friedhof auf eigenen Wunsch anonym bestattet.

## Wirken
Ihr wissenschaftlicher Schwerpunkt lag auf der Erforschung der Beziehungen zwischen den germanischen Stämmen der Völkerwanderungszeit und des frühen Mittelalters und den Romanen und auf den damit verbundenen Problemfeldern der ethnischen Interpretation, Akkulturation und kulturellen Kontinuität. Gemeinsam mit dem Germanisten Wolfgang Haubrichs, dem Romanisten Max Pfister sowie mit Historikern und Geografen initiierte sie die an der Universität des Saarlandes seit dem Jahr 1979 alljährlich stattfindenden Kolloquien zum Thema „Name und Siedlung“, die die  frühmittelalterliche Siedlungs- und Sprachgeschichte des Saar-Mosel-Raumes interdisziplinär erforschen. Aus der Analyse und Synthese archäologischer, onomastischer, historischer und geografischer Quellen lieferten die Kolloquien unter anderem wichtige Forschungsergebnisse zur Herausbildung der deutsch-französischen Sprachgrenze.
Des Weiteren wurden unter ihrer Leitung fünf Bände der „Bibliographien zur Vor- und Frühgeschichte in der Bundesrepublik Deutschland und Berlin (West)“ verfasst, die das entsprechende Schrifttum der Jahre 1980 bis 1989 erfassen und die mit Unterstützung der Deutschen Forschungsgemeinschaft und der Universität des Saarlandes gedruckt wurden. 
Außerdem engagierte sie sich an der Universität des Saarlandes in der akademischen Selbstverwaltung als Frauenbeauftragte.
Sie war korrespondierendes Mitglied des Deutschen Archäologischen Instituts.

## Schriften (Auswahl)
- Adelsgräber des achten Jahrhunderts in Deutschland (Germanische Denkmäler der Völkerwanderungszeit Serie A. 9). Berlin 1967.
- Bronzezeitliche Hortfunde in Süddeutschland: Beiträge zur Interpretation einer Quellengattung (Saarbrücker Beiträge zur Altertumskunde 23). Bonn 1976.
- Katalog der vorgeschichtlichen Hortfunde in Süddeutschland (Saarbrücker Beiträge zur Altertumskunde 24). Bonn 1979.
- Franken und Romanen. Aufsätze aus 25 Jahren Forschung, anlässlich ihres 75. Geburtstages ausgewählt und herausgegeben von Rolf Hachmann und Rudolf Echt (Saarbrücker Beiträge zur Altertumskunde 88). Bonn 2011.